# Jacqueline Hahn
Jacqueline Hahn, née le 21 juillet 1991 à Innsbruck, est une coureuse cycliste autrichienne. Active durant les années 2000 et 2010, elle a notamment été championne d'Autriche sur route en 2014 et de cyclo-cross en 2012.

## Palmarès
- 2008
  -  Championne d'Autriche du contre-la-montre espoirs
  - 2e du championnat d'Europe du contre-la-montre juniors
  - 3e du championnat d'Autriche sur route
- 2009
  -  Championne d'Autriche du contre-la-montre juniors
  -  Championne d'Autriche du critérium
  - Tour de Berne juniors
  - 3e du championnat d'Autriche sur route
- 2010
  -  Championne d'Autriche sur route espoirs
  - 3e du championnat d'Autriche sur route
- 2011
  -  Championne d'Autriche du contre-la-montre espoirs
- 2012
  -  Championne d'Autriche de cyclo-cross
  -  Championne d'Autriche du contre-la-montre espoirs
  - 3e du championnat d'Autriche du contre-la-montre
- 2013
  -  Championne d'Autriche du critérium
  -  Championne d'Autriche du contre-la-montre espoirs
  - 3e du championnat d'Autriche du contre-la-montre
  - 7e du championnat d'Europe du contre-la-montre espoirs
- 2014
  -  Championne d'Autriche sur route
  - GP Osterhas
  - 2e du championnat d'Autriche du contre-la-montre
  - 3e du Tour de Berne
- 2015
  - 2e du championnat d'Autriche du contre-la-montre